# Alexa Nikolas
Alexa Nikolas, född 4 april 1992 i Chicago i Illinois, är en amerikansk skådespelerska. Hon har bland annat gjort rollen som Nicole Bristow i Nickelodeons populära tv-serie Zoey 101. Hon har också spelat i Cow belles. Hon spelar London Tiptons vän i Zack & Codys ljuva hotelliv.

## Filmografi

### Filmer
- P.U.N.K.S.
- Zoolander
- Ted Bundy
- Tiptoes
- Motocross Kids
- All That 10th Anniversary Reunion Special
- Children of the Corn
- Red State
- Detention of the Dead
- Into the Darkness

### TV-serier
- The Love Boat: The Next Wave
- That's Life
- Förhäxad
- The King of Queens
- Even Stevens
- Hidden Hills
- Without a Trace
- Zoey 101
- Cityakuten
- Judging Amy
- Revelations
- Cold Case
- The Suite Life of Zack & Cody
- CSI: Miami
- Ghost Whisperer
- Supernatural
- Heroes
- Drop Dead Diva
- Raising the Bar
- Criminal Minds
- Lie to Me
- Family Guy
- The Walking Dead
- Mad Men

### Musikvideor
- Come Back to Me
- Slow Down
- This Time